# Kabinett Hermann Jónasson III

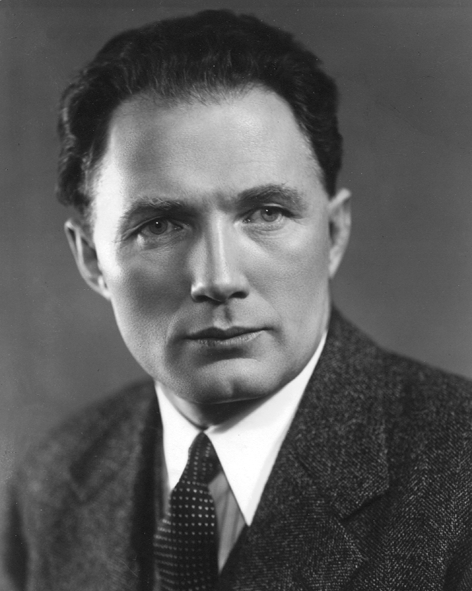
Hermann Jónasson war von 1934 bis 1942 sowie erneut von 1956 bis 1958 Premierminister von Island

Das Kabinett Hermann Jónasson III war eine Regierung des unabhängigen Staates Island, das sich mit dem Vertrag vom 1. Dezember 1918 von Dänemark loslöste, aber dem gemeinsamen König des Königreichs Dänemark sowie des Königreichs Island Christian X. unterstellt war. Es wurde am 17. April 1939 gebildet und löste das Kabinett Hermann Jónasson II ab. Es blieb bis zum 18. November 1941 im Amt, woraufhin es vom Kabinett Hermann Jónasson IV abgelöst wurde. Dem Kabinett gehörten Mitglieder der Fortschrittspartei (Framsóknarflokkurinn), Unabhängigkeitspartei (Sjálfstæðisflokkurinn) sowie der Sozialdemokratischen Partei Islands (Alþýðuflokkurinn) an.

## Regierungsmitglieder
| Amt                                                | Amtsinhaber              | Beginn der Amtszeit | Ende der Amtszeit |
| -------------------------------------------------- | ------------------------ | ------------------- | ----------------- |
| Premierminister                                    | Hermann Jónasson         | 17. April 1939      | 18. November 1941 |
| Minister für Justiz und kirchliche Angelegenheiten | Hermann Jónasson         | 17. April 1939      | 18. November 1941 |
| Außenminister und Sozialminister                   | Stefán Jóhann Stefánsson | 17. April 1939      | 18. November 1941 |
| Wirtschaftsminister                                | Eysteinn Jónsson         | 17. April 1939      | 18. November 1941 |
| Finanzminister                                     | Jakob Möller             | 17. April 1939      | 18. November 1941 |
| Minister für Arbeit und Verkehr                    | Ólafur Thors             | 17. April 1939      | 18. November 1941 |